# Charly (film, 2007)
Pour plus de détails, voir Fiche technique et Distribution.
Charly  est un film français réalisé en 2006 par Isild Le Besco et interprété par l'acteur Kolia Litscher (Nicolas) et l'actrice Julie-Marie Parmentier (Charly).

## Synopsis
Bouleversé par la vision d'une carte postale de Belle-Île-en-Mer, Nicolas, un jeune garçon vivant dans une famille d'accueil, fugue pour rallier ce lieu de fascination. Après quelques jours d'auto-stop, il arrive à la périphérie de Nantes, où il fait la connaissance de Charly, une jeune fille qui vit dans une caravane et se prostitue pour assurer le quotidien.

## Fiche technique
- Titre : Charly
- Scénario : Isild Le Besco
- Réalisation : Isild Le Besco
- Image : Jowan Le Besco
- Chef Décoratrice: Jayne Chu
- Son : Danah Farzanehpour, Pierre André, Gildas Mercier, Marie Chaduc
- Premier assistant réalisateur : Joseph Cordier
- Date de sortie : 2007
- Pays :  France
- Durée : 1h35
- Format : 35 mm / couleur
- Producteurs : Christophe Bruncher et Laurence Berbon
- Productions: SANGSHO et Arte France Cinéma
- Distribution : Tamasa Distribution
- Attachés de Presse : André-Paul Ricci et Tonie Arnoux

## Distribution
- Kolia Litscher : Nicolas
- Julie-Marie Parmentier : Charly
- Kadour Belkhodja et Jeannette Mauborgne : les parents adoptifs
- Philippe Chevassu : le prof
- Camille Grincko : l'amie du professeur)

## Distinctions
Le 26 avril 2008, Charly a reçu le Prix du meilleur film européen au festival de Linz (Autriche) CROSSING EUROPE  2008 (Européan Film Festival Award).